# Pierre Dorion
Pierre Dorion Jr., född 6 juli 1972, är en kanadensisk idrottsledare och befattningshavare som var senast general manager för ishockeyorganisationen Ottawa Senators i National Hockey League (NHL).
Han började sin karriär inom NHL med att först vara amatörscout och sen chef för dessa i Montreal Canadiens mellan 1994 och 2005, efter det var han åter amatörscout för New York Rangers fram till 2007. Från och med det året har han arbetat inom organisationen för Ottawa Senators som återigen chef för amatörscouter, chef för spelarpersonalen, assisterande general manager och slutligen general manager för hela organisationen när Dorion efterträdde Bryan Murray efter att det hade upptäckts att Murray hade kolorektalcancer och kunde inte fortsätta längre som GM. Den 1 november 2023 fick han sparken som general manager för Ottawa Senators.